# Гад (син Якова)

Символ племені Гада

Гад (івр. גָּד,Gad, Ґад — щастя) — згідно з Книгою Буття, один з дванадцяти синів патріарха Якова. Був сьомим сином Якова, та першим від Зілпи — служанки його першої дружини Лії (Бут. 30:9-11).

## Нащадки Гада
Патріарх Яків із своїм родом перебував у Ханаані аж до переселення у Єгипет в провінцію Гасем. У Єгипті вийшло від його синів 12 колін (племен) народу ізраїльського. Разом з Гадом до Єгипту прибули також і його сини — Ціфйон, Хаггі, Шуні, Ецбон, Ері, Ароді та Арелі (Бут. 46:16). Нащадки Гада у  Єгипті утворили Гадове плем'я, яке при виході євреїв з Єгипту склало 45650 дорослих, чоловіків здатних носити зброю (Чис. 1:24-25). Перед переходом через  Йордан їх кількість зменшилась до 40500 чоловік (Чис. 26:15-18). Гадове плем'я проводило свої спільні дії разом з племенами Рувина та Симеона. При освоєнні завойованого Ханаану коліну Гада була відведена північна його частина, на схід від річки Йордан і землі, що лежать близько Тиверіадського озера (озеро Кінерет) (Чис. 32:1-38. Історія племені Гада являє собою постійні війни ведені під час завоювання Ханаану та воно високо цінувалася Мойсеєм (Бут. 49:19). Після руйнування держави Соломона, плем'я входить до складу Ізраїльського царства. Після завоювання володінь Гада царем Асирії Тіглатпаласаром III у 734 р. до н. е. плем'я виселене за його межі та заселене аммонитянами у часи пророка Єремії.